# Schleidenplatz
De Schleidenplatz is een klein driehoekig plein in het Berlijnse stadsdeel Friedrichshain. Het werd aangelegd tussen 1874 en 1881 en is de poort voor het Samariterviertel.
Het noordelijk deel van de  Frankfurter Allee binnen de S-Bahn-Ringe werd in de 19e eeuw ontsloten voor woondoeleinden. Op het kruispunt van de Rigaer, Pettenkofer- en Waldeyerstraße ontstond een driehoekig pleintje van 7.800 m². Het werd in 1905 genoemd naar de botanicus Matthias Jacob Schleiden.